# Vinkelacceleration
Vinkelacceleration er den fysiske størrelse, som angiver ændringen af et legemes vinkelhastighed per tidsenhed. Vinkelaccelerationen betegnes sædvanligvis med det græske bogstav alfa {\displaystyle \alpha }, og har SI-enheder radianer per sekund i anden (rad/s2). Forholdet mellem vinkelaccelerationen {\displaystyle \alpha }, vinkelhastigheden {\displaystyle \omega } og legemets rotationsvinkel {\displaystyle \theta } kan beskrives matematisk som
{\displaystyle {\alpha }={\frac {d{\omega }}{dt}}={\frac {d^{2}{\theta }}{dt^{2}}}}.
Et legemes vinkelaccelerationen bestemmes af det totale drejningsmoment {\displaystyle \tau }, der virker på legemet. I to dimensioner kan dette forhold beskrives med en analog til Newtons anden lov
{\displaystyle {\tau }=I\alpha },
hvor {\displaystyle I} er legemets inertimoment.
| Fysik | Spire Denne artikel om fysik er en spire som bør udbygges. Du er velkommen til at hjælpe Wikipedia ved at udvide den. |